# 陳珂 (弘治進士)
陳珂（1456年—1531年），字希白，號東瀛，浙江杭州前衛軍籍，紹興府嵊縣人，明朝政治人物。

## 生平
成化十六年（1480年）庚子科浙江鄉試第七十三名舉人。弘治三年（1490年）中式庚戌科會試第二百十八名，二甲第七十二名進士。念母年高，乞恩歸省，五閱月母亲去世，居廬三年。六年（1493年）授刑部四川司主事，奉勑錄囚南畿。回朝後陞本部員外郎，陞工部營繕郎中，主持修建常德榮王府。十四年轉刑部郎中，出任直隸河間府知府，正德三年（1508年）三月以政績陞福建左參政，五年正月陞福建按察使，六年升右布政使，十二月轉左布政使。正德八年（1513年）九月陞都察院右副都御史、巡撫河南。十年正月召入为大理寺卿，九月卒于官，十一月御史毛伯温弹劾其先任福建左布政使時侵盗官銀。

## 家族
曾祖陳德甫；祖父陳斌；父陳昱，母朱氏。慈侍下。